# Justin II.
Justin II. (lat. Flavius Iustinus Iunior Augustus, starogrč. Φλάβιος Ἰουστίνος ὁ νεώτερος) (o. 520. – 5. listopada 578.), bizantski car (565. – 578.). Za njegove vladavine raspalo se univerzalno Rimsko Carstvo koje je obnovio njegov ujak i car Justinijan I. Veliki.

## Životopis
Justinovi roditelji bili su Dulcidije i Vigilantija, sestra cara Justinijana I. Zahvaljujući svom položaju na dvoru i ženi Sofiji, nećakinji Justinijanove žene, utjecajne carice Teodore, Justin je nakon Justinijanove smrti godine 565. bez teškoća postao carem. Postojao je još jedan pretendent koji se također zvao Justin i koji također je bio Justinijanov nećak, ali on je brzo odstranjen. 
Prvi dani vladavine Justina II. mnogo su obećavali: Isplatio je dugove svoga ujaka, brinuo se za sudstvo i pozvao na vjersku toleranciju. Nije zapostavio ni zapad države nego je nastojao zadržati sva područja koja je osvojio njegov prethodnik car Justinijan. U tome nije uspio zbog opće iscrpljenosti države uzrokavane brojnim i skupim Justinijanovim ratovima, ali još više zbog samovolje aristokracije i nesposobnih namjesnika u zapadnim provincijama. Justinova protumonofizitska politika također je bila uzrokom previranja u državi. 
Odlučujući događaj njegove vladavine bila je invazija Langobarda pod kraljem Alboinom na Italiju godine 568. Taj germanski narod je u sljedećih nekoliko godina osvojio velike dijelove Italije i time gotovo uništio restauratorsko djelo Justinijana I. Justin je mogao pružiti samo slab otpor Langobardima jer je bio zauzet na sjevernim i istočnim granicama Carstva. Na rijeci Dunavu vodio je više bezuspješnih vojnih pohoda protiv Avara, dok je na istoku godine 572. ponovo izbio rat protiv perzijskih Sasanida, okončan još za Justinijanove vladavine mirom 562. 
Povod tom ratu bili su neriješeni sporovi na području Kavkaza gdje su se sukobljavali interesi Bizanta i Perzije. Kasnoantički autori predbacuju Justinu da je lakomisleno isprovocirao perzijski napad time što je podupro jednu pobunu u onom dijelu Armenije koji su kontrolirali Perzijanci. Uzrok izbijanju rata također je zasigurno bilo i bizantsko nezadovoljstvo mirom koji je car Justinijan sklopio 562. moravši platiti za to Perzijancima veliki danak (tribut). Iako su obje strane bile loše pripremljene za rat, Perzija je pod kraljem Hozrojem I. izvojštila značajne pobjede protiv Bizanta. 
Trupe Sasanida preplavile su Mezopotamiju i osvojile godine 573. važnu tvrđavu Daru. Bizant je protiv Perzije sklopio savez s Turcima koji su ih trebali napasti s leđa, ali i Turci su se ubrzo okrenuli protiv njega. Međutim i Bizantinci su izvojevali neke pobjede: carev vojskovođa Justinijan (brat onoga Justina koji je pretendirao na prijestolje i kojega je car dao odstraniti) je godine 575. u bitki kod Melitene teško porazio Perzijance. Bio je jedan od najtežih perzijskih poraza. I sam kralj Hozroje jedva je izvukao živu glavu. Bizant međutim nije mogao iskoristiti ovu pobjedu jer su se Perzijanci brzo oporavili od poraza tako da je Justin morao sklopiti nesiguram mir s Perzijancima uz obvezu plaćanja godišnjeg danka. To je međutim vrijedilo samo za Mezopotamiju, dok su se u Armeniji već 578. sukobi opet rasplamsali. 
Justin je od 574. pokazivao znakove duševne bolesti. Stoga je na savjet svoje supruge Sofije 7. prosinca 574. imenovao uspješnoga generala Tiberija za svoga suvladara. Tiberije je otada praktički vladao državom. Kad je Justin 5. listopada 578. umro Tiberije je bez problema postao carem.

## Vanjske poveznice
- Justin II. Hrvatska enciklopedija
- Justin II. Proleksis enciklopedija

| Prethodnik:                 | Bizantski carevi | Nasljednik:                           |
| Justinijan I. (565. – 578.) | Bizantski carevi | Tiberije II. Konstantin (578. – 582.) |